# Koos de Jong
Jacobus Hermanus Hendrik Jan "Koos" de Jong, född 7 april 1912 i Rotterdam, död 20 augusti 1993 i Capelle aan den IJssel, var en nederländsk seglare.
Han blev olympisk bronsmedaljör i segling vid sommarspelen 1948 i London.